# Liturgisk färg
Liturgisk färg är ett sätt att i kyrkan markera olika stämningslägen för olika firningsdagar och tar sig uttryck i de färger som kyrkotextilierna och altardekorationer har under de olika perioderna av kyrkoåret. Färgvalet är en väsentlig del av kyrkans liturgi.

## Katolska kyrkan

### Violett
Violett är eftertankens, lidandets och botgöringens färg och används under fastan och advent. 

### Vitt
Vitt används vid högtider, fester och minnesdagar (ej för martyrer) och även vid bland annat kyrkoinvigningar och biskopsvigningar.

### Grönt
Används under tiden "under året", det vill säga tiden mellan söndagen efter Trettondedagen (Herrens dop) och Askonsdagen samt från Annandag Pingst till lördagen före första söndagen i advent.

### Rött
Rött är blodets, Andens och martyrernas färg. Används på Martyr- och Apostladagar, under pingsten.

### Rosa
Rosa kan användas som liturgisk färg istället för lila på Gaudete (tredje söndagen i advent) och Lætare (fjärde söndagen i fastan).

### Svart
Svart används som liturgisk färg i mässor för de avlidna. (Requiemmässor)

### Guld
Kan ersätta andra färger vid högtider

## Svenska kyrkan

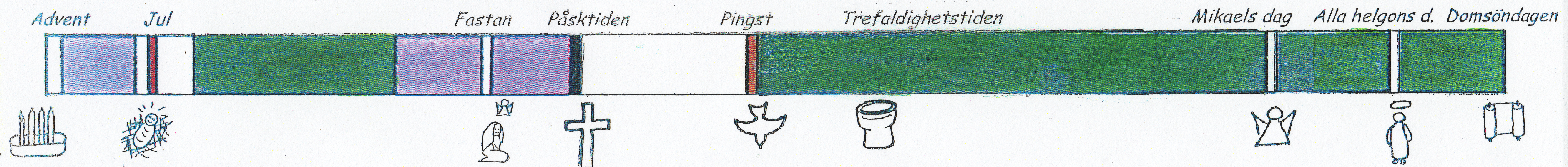
När de liturgiska färgerna används på året.

I Svenska kyrkan används de liturgiska färgerna i första hand på prästens och diakonens stola och prästens mässhake samt altarets antependium och nattvardskärlens textilier. Även blommorna på altaret brukar i någon mån anpassas efter de liturgiska färgerna. Det finns ingen officiellt fastställd färgkanon men årligen sedan 1972 ges liturgiska rekommendationer för kyrkorummet i Dagboken med kyrkoalmanacka som publiceras av Argument förlag. 
Bruket av liturgiska färger återintroducerades i Svenska kyrkan under det tidiga 1900-talet. Efter att reformationen verkligen lagts fast vid Uppsala möte 1593 och senare den framväxande pietismen och dess smak för det mer avskalade kom användningen av de liturgiska färgerna mer och mer ur bruk. Från 1800-talets början var det endast rött och svart som förekom. Det var från den högkyrkliga oxfordrörelsen i England och dess efterföljare men också nylutherdomen i Tyskland som intresset för kyrkoskrud och liturgiska färger hämtades till Sverige från mitten av 1800-talet. Två personer som var viktiga för att de liturgiska färgerna återintroducerades var biskopen i Strängnäs Uddo Lechard Ullman och textilkonstnären Agnes Branting.    

### Vitt
Vitt är glädjens, renhetens och festens färg och används förutom vid alla större högtider enligt nedan även vid dop och vigsel. Vitt används även allt oftare vid begravning. Såvida kyrkan inte helgats åt en martyr används vitt vid Kyrkmässa (årsdagen av en kyrkas invigning); är kyrkan helgad åt en martyr, används rött. 

#### Helgdagar då vitt är liturgisk färg
- Första söndagen i advent
- Julnatten till och med Tjugondedag Jul (Trettondedagens oktav) utom Annandag Jul
- Första söndagen efter trettondedagen (infaller under trettondedagens oktav)
- Skärtorsdagen
- Påsknatten till och med Bönsöndagen
- Kristi himmelsfärds dag
- Söndagen före pingst
- Heliga Trefaldighets dag
- Kristi förklarings dag
- Jungfru Marie kyrkogångsdag
- Jungfru Marie bebådelsedag
- Den helige Johannes Döparens dag
- Den helige Mikaels dag
- Tacksägelsedagen
- Alla helgons dag

### Blått/violett
Violett är eftertankens och botgöringens färg och används främst under fastan (Fastetiden) och adventstiden. Blått är Marias liturgiska färg, med tonvikt på den himmelsblå färgen.

#### Helgdagar då blått/violett är liturgisk färg
- Adventstiden utom Första advent (för 4:e i advent kan Marias himmelsblå användas om sådan finns)
- Septuagesima till och med Dymmelonsdagen
- Rogationsdagarna mellan Bönsöndagen och Kristi himmelsfärds dag
- Alla själars dag
- eventuellt på Söndagen före domssöndagen och Domssöndagen

### Rött
Rött är eldens, blodets, Andens och martyrernas färg och används på de helgdagar som firas till minne av apostlarna och martyrer. 

#### Helgdagar då rött är liturgisk färg
- Annandag jul
- Pingstdagen
- Annandag pingst
- Apostladagen

### Grönt
Grönt är växandets och mognandets färg och används bland annat under Trefaldighetstiden för att symbolisera den växande tron. 

#### Helgdagar då grönt är liturgisk färg
- 2:a-6:e söndagen efter trettondedagen
- 1:a-4:e, 6:e och 8:e-25:e söndagen efter trefaldighet*
- Midsommardagen
- Söndagen före domssöndagen och Domssöndagen (dessa söndagar kan även violett användas)

### Svart
Svart är sorgens färg och används endast på Långfredagen, vid begravningar samt eventuellt på Alla själars dag. Svart används även vid requiemmässa.

### Gult
Gult, solens färg, kan förekomma som alternativ till vitt.

### Grått
Grått kan användas på Askonsdagen och på vardagarna under fastan.

## Evangelisk-lutherska kyrkan i Finland
Den evangelisk-lutherska kyrkan i Finland använder sig av fem liturgiska färger: vitt, grönt, rött, violett/blått och svart. De liturgiska färgerna understryker kyrkoårets innehåll. I gudstjänsterna har kyrkotextilierna och vissa element i prästens liturgiska klädsel färg i enlighet med dagens liturgiska färg. Vanligtvis används helgdagens färg under hela den följande veckan.

### Vitt
Vitt är glädjens, tacksamhetens, renhetens och salighetens färg. Den är också symbolen för Gud, Kristus, himmelens änglar och det heliga. Vitt används på kyrkoårets stora helgdagar som julnatten och juldagen, påsknatten och påskdagen samt på trettondagen och Mikaelidagen. Vid sidan av vitt kan man också använda färgerna silver och guld. Vitt kan även användas vid dop, konfirmation, bröllop och begravningar.

### Rött
Rött är blodets, eldens och bekännelsens färg. Den används också som symbol för den heliga Anden och Kristus. Rött används bland annat på pingsten, Alla helgonsdag samt apostlarnas och martyrernas (Stefanus och Henrik) dag. Rött kan även användas vid konfirmationer. 

### Grönt
Grönt beskriver hoppet och det eviga livet men är också livets och vardagens färg. Grönt används från trettondagen till fastan samt på nästan alla helger som följer efter pingsten.

### Violett
Violett är ångerns, väntans och bättringens färg. Den används på andra, tredje och fjärde söndagen i advent samt under fastetiden och stilla veckan. Vid sidan av violett kan man också använda mörkblått som liksom violett symboliserar ånger och väntan.

### Svart
Svart är bedrövelsens, sorgens och förgänglighetens färg. Svart används endast på långfredagen och den därpå följande påsklördagen. Svart kan även användas vid begravningar.

### Användningen av färgerna, från kyrkoårets början
- Vitt på första söndagen i advent
- Violett från och med måndagen efter första söndagen i advent till och med 23 december (men Vitt på självständighetsdagen 6 december)
- Vitt på julafton och juldagen
- Rött på Annandag jul (Stefanidagen)
- Vitt från och med 27 december fram till och med lördagen 14 januari (lördagen före andra söndagen efter trettondagen)
- Grönt från och med andra söndagen efter trettondagen fram till och med fastlagstisdagen (men Rött på Biskop Henriks minnesdag 19 januari och Vitt på Kyndelsmässodagen)
- Violett från och med askonsdagen fram till och med skärtorsdagen (men Vitt på Marie bebådelsedag)
- Svart på Långfredagen och den stilla lördagen
- Vitt från och med påsknatten (lördag kväll) fram till och med dagen innan pingstafton
- Rött från och med pingstafton fram till och med dagen innan treenighetssöndagen
- Vitt från och med treenighetssöndagen fram till och med andra söndagen efter pingst
- Grönt från och med andra söndagen efter pingst fram till och med dagen innan första söndagen i advent (men Vitt på midsommardagen, Rött på apostladagen, Vitt på Kristi förklarings dag, Vitt på Mikaelidagen, Rött på Alla helgons dag)

Kyrkoåret slutar